# Seth Hamnström
Seth Malte Fredrik Hamnström, född den 20 februari 1897 i Härnösand, Västernorrlands län, död den 24 december 1985 i Stockholm, var en svensk militär. Han var son till Malte Hamnström och bror till Carl Hamnström.
Hamnström avlade studentexamen i Härnösand 1916 och officersexamen 1918. Han blev löjtnant vid Västernorrlands regemente 1920 och genomgick Krigshögskolan 1923–1925. Hamnström var kompaniofficer och lärare vid VI. arméfördelningens studentkompani 1926 och 1927 samt vid infanteriets officersaspirantskola 1928–1930. Han var kadettofficer vid Krigsskolans reservofficerskurs 1928 och vid dess officerskurs 1930–1935. Hamnström blev kapten vid regementet 1933. Han var lärare i fältmässig skjutning vid infanteriskjutskolan 1935–1937 och kompanichef vid Krigsskolans officerskurs 1937–1940. Hamnström blev major vid Hälsinge regemente 1940 och vid Bohusläns regemente 1942. År 1950 befordrades han till överstelöjtnant och övergick samtidigt till reserven. Hamnström blev riddare av Svärdsorden 1939. Han vilar på Härnösands gamla kyrkogård.